# Cinestill 800Tungsten

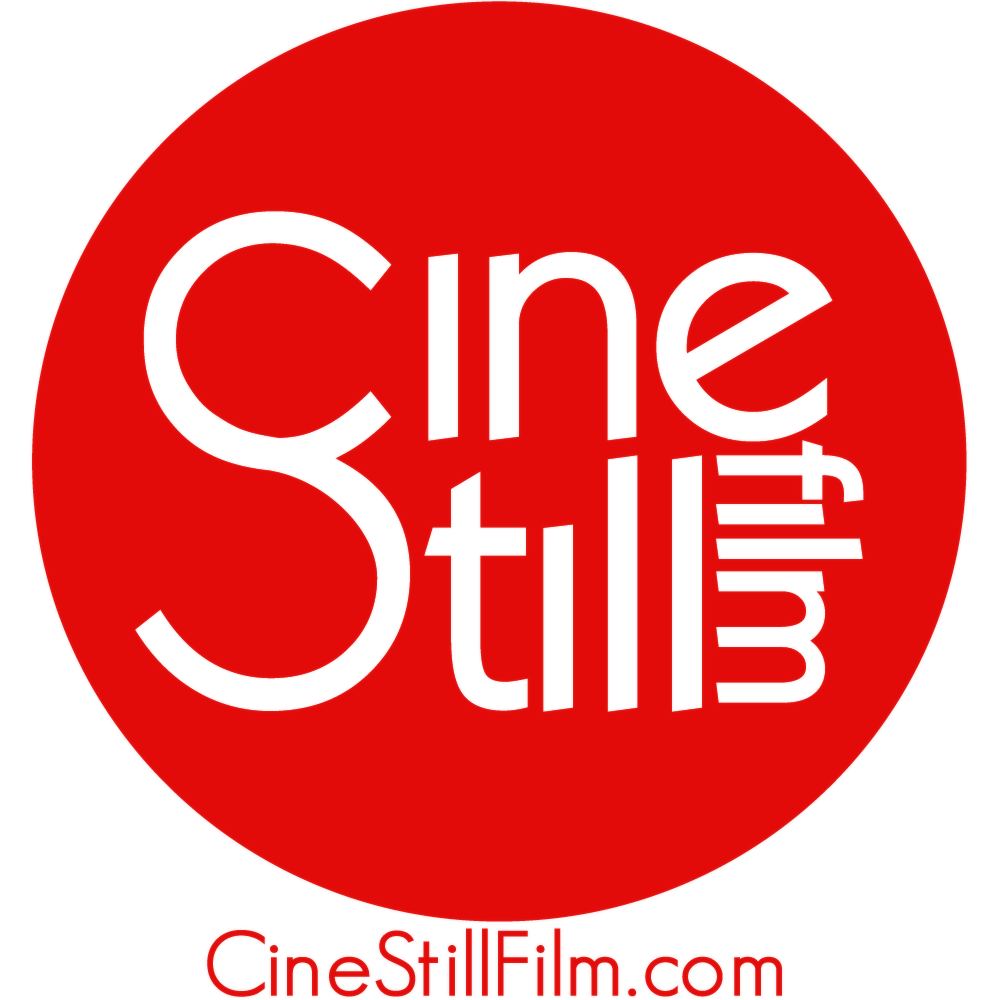
Logo de la companyia CineStill

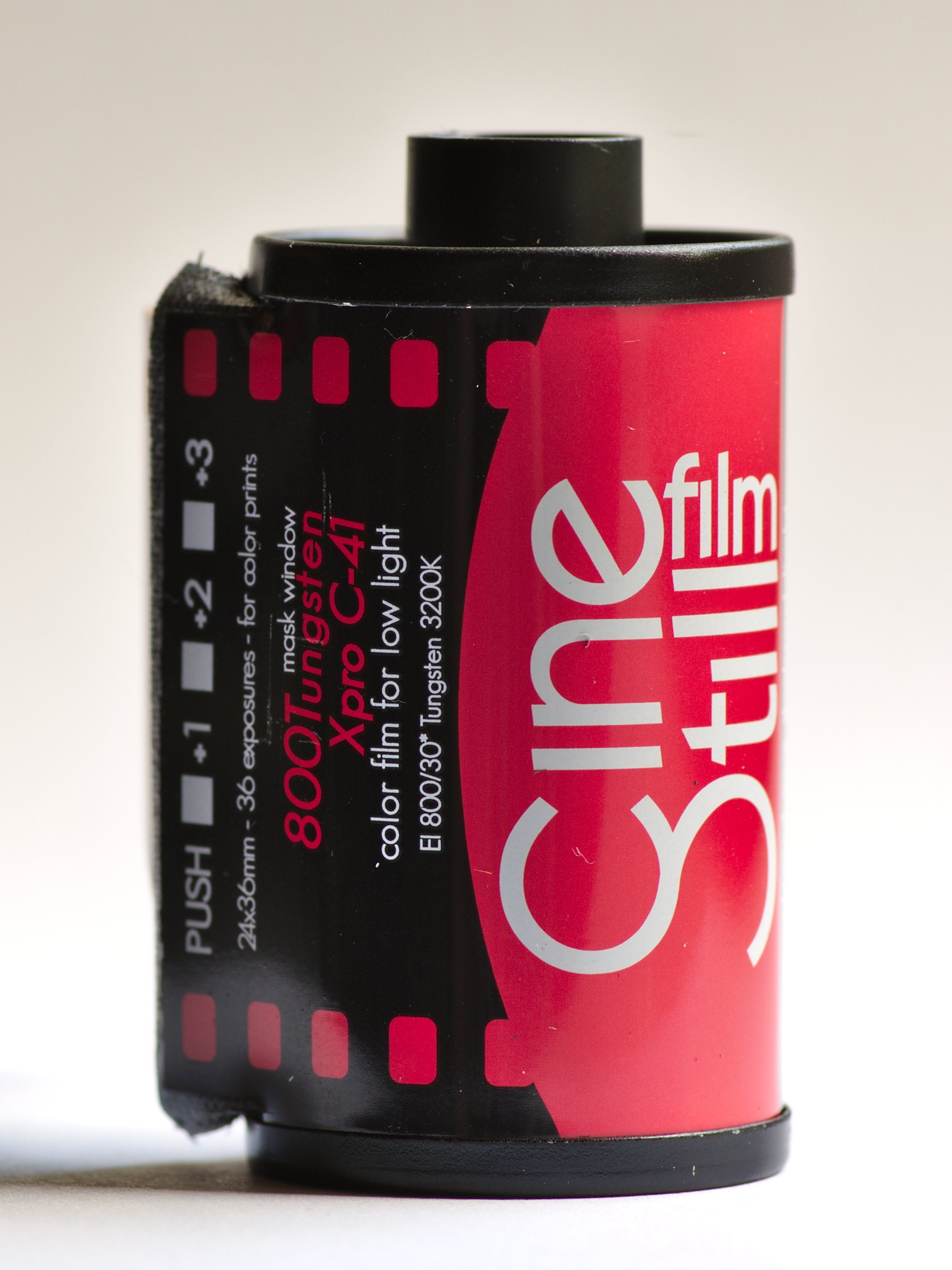
Carret CineStill 800T 35mm C-41

El CineStill 800T és una pel·lícula fotogràfica dissenyada per l'empresa CineStill especialment per situacions de baixa llum amb il·luminacions tungstè. Disposa d'una ISO natiu de 800, que pot arribar a ser forçat fins a 3200 mitjançant processos químics. La innovació que aporta el CineStill 800T és que, tot i els resultats que dona, es revela mitjançant el procés comú en la majoria de films, el C-41.

## Tungstè
La llum de tungstè es refereix sovint a llums que utilitzen bombetes d'halogen tungstè que produeixen una llum amb una temperatura de color al voltant de 3200K. El terme s'ha convertit en una espècie de captació per a fonts de llum càlida. El color de la llum de tungstè es refereix a la llum en el rang de 2700-3200K.

### Què és una llum de tungstè?
Una bombeta d'halogen tungstè, també anomenat tungstè o quars, és una llum de quars que conté un filament de tungstè i gas halogen. La temperatura de la llum de tungstè es registra a 3200K, però el terme s'utilitza sovint per referir-se a fonts de llum càlida que van des de 2700-3200K. Les bombetes de tungstè es cremen durant centenars d'hores sense disminuir o perdre la seva temperatura de 3200K de color, convertint-les en una excel·lent font de llum si es poden manejar els requisits de calor i potència.

### Característiques de la llum tungstè[2]
1. La llum emesa a partir d'aquestes bombetes cobreix la totalitat de l'espectre de llum visible i més enllà, fent-los llums increïbles per a la representació de colors rics i precisos.
2. Les bombetes de tungstè requereixen molta energia i cremades calentes. Per aquestes raons, normalment es troben en una fixació de càrrega pesada, sovint amb una lent de fresnel per maximitzar i dirigir la sortida de llum.
3. Les bombetes de tungstè es danyen fàcilment i se sap que bufen en algunes ocasions, així que és millor manejar-les amb guants/clampes quan són calents i guants o paper quan es refreda.

### Llum Tungstè VS. Llum Solar
El tungstè i la llum de llum solar marquen cada extrem de l'espectre de temperatura del color. És clar que hi ha llums més càlides que el color de la llum de Tungstè i llums més fredes que el color de la llum del dia, però el rang entre aquestes dues demarcacions és el més comú en el cinema i en el món real.
Com s'ha dit abans, el tungstè es registra a 3200K i té un ric color daurat i groc. La llum del dia es registra a 5600 K i apareix blava. Tot i que la llum del dia entra a una temperatura més alta en l'escala Kelvin, ens referim a aquest color clar com més fred i tungstè com més càlid.